# Neran (Ort)
Neran ist ein osttimoresischer Ort im Suco Ulmera (Verwaltungsamt Bazartete, Gemeinde Liquiçá). Er liegt auf einer Meereshöhe von 45 m, zwischen den Läufen temporärer Flüsse, die in der Regenzeit nach Norden abfließen. Das Zentrum des Dorfes befindet sich im Nordosten der Aldeia Neran, es reicht aber im Süden in die Aldeia Essirat und im Nordosten in die Aldeia Mone-Mori hinein. Auf dem Gebiet der Aldeia Neran befindet sich die Kapelle Coração de Jesus Neran. Eine Straße führt nach Nordosten zu den Orten Besite und Cassait an der Küste.